# 黑半片
黑半片（日語：くろはんぺん），又作黑半弁、黑半平、黑鱧餅，是日本静冈县地方的特色美食，由鱼肉加工而成。

## 概要
半片（はんぺん）是在日本关东、东海食用广泛的食品，但一般为白色。静冈的黑半片，颜色为灰色，并做成D字型的独特形状。在静冈，半片通常就是黑半片，有些县民在其他地区见到白色半片反而会惊讶。
黑半片在静冈县境内各地销售，是燒津市、静冈县清水区、静岡市清水区以及沼津市的大漁港周边的名产。

## 制作
黑半片的主原料为鯖、鰺、沙丁魚以及產量豐富的新鮮青鱼。魚肉用鹽、砂糖、淀粉混合腌制，用成絞肉，之後用磨碎的魚肉加上山薯還有蛋白製成。